# Кэролайн Кин
Кэ́ролайн Кин (англ. Carolyn Keene) — один из коллективных псевдонимов, под которыми издаётся серия детских книг о приключениях девушки-детектива Нэнси Дрю. Этот коллектив составляли: Эдвард Стратемейер, Энид Сквайр, Гарриет Адамс, Милдред Ван Бенсон.
В произведениях коллектива всегда сюжет полон неожиданных поворотов, тайны и загадки развивают пытливость ума и авантюризм и жажду приключений.

## Персонажи
- Нэнси Дрю — главная героиня,18-летняя девушка из города Ривер-Хайтс. Обожает загадки и тайны. Обладает хорошо развитой интуицией и выдающимися аналитическими способностями.
- Карсон Дрю — отец Нэнси, адвокат. Делает дочери дорогие подарки и всегда помогает ей в расследованиях.
- Нед Никерсон — парень Нэнси. Иногда помогает ей в раскрытии преступлений.
- Ханна Груин — домработница, близкий друг семьи.
- Бесс Марвин — лучшая подруга Нэнси, девушка со светлыми волосами, склонная к полноте. Постоянно прекращает и снова начинает сидеть на диете. Впервые появляется в 5-й книге.
- Джорджи «Джесс» Фейн — двоюродная сестра Бесс и подруга Нэнси. Смуглая стройная брюнетка. Любит спорт.
- Элоиза Дрю — тётя Нэнси. Работает библиотекарем в школе. Живёт в Нью Йорке.
- Джо Харди — друг Неда и Нэнси. Брат Фрэнка (который старше его на год). Любит отдыхать. Всегда ленится, в отличие от своего старшего брата.
- Фрэнк Харди — друг Нэнси и Неда. Брат Джо. Ходячая энциклопедия. Брюнет.
- Чет Мортон — друг братьев Харди, Фрэнка и Джо.
- Шоколадная крошка - первая собака Нэнси, терьер.
- Того — собака Нэнси, терьер.
- Элен Арчер (Корнинг) — также подруга Нэнси, чаще всего появляется в первых книгах.

## Книги
Серия началась в 1930 году с книги «Тайна старых часов», и завершилась в 2003 году.
В России книги выпущены издательством «Совершенно секретно» в рамках серии Детский детектив в 18 сборниках по 2 книги (первые два сборника включали в себя по три книги). В играх у Нэнси фамилия Дрю, но в книгах она Нэнси Дру. 
- Тайна старых часов[2] / The Secret of the Old Clock, 1930
- Потайная лестница[3] / The Hidden Staircase, 1930
- Тайна летнего домика / The Bungalow Mystery, 1930
- Тайна «Сиреневой гостиницы» / The Mystery at Lilac Inn, 1930
- Тайна ранчо Теней / The Secret at Shadow Ranch, 1931
- Тайна фермы «Алые ворота» / The Secret of Red Gate Farm, 1931
- Тайна аллеи дельфиниумов / The Password to Larkspur Lane, 1933
- Тайна старого дуба / The Message in the Hollow Oak, 1935
- Голос из мрамора / The Whispering Statue, 1937
- Тайна пропавшей карты / The Quest of the Missing Map, 1942
- Тайна покосившейся трубы / The Clue of the Leaning Chimney, 1949
- Тайна чёрных ключей / The Clue of the Black Keys, 1951
- Тайна павлиньих перьев / The Hidden Window Mystery, 1956
- Тайна старого дилижанса / The Clue in the Old Stagecoach, 1960
- Тайна 99 ступенек / The Mystery of the 99 Steps, 1966
- Тайна обезьяньей головоломки / The Clue in the Crossword Cipher, 1967
- Тайна сапфира с пауком / The Spider Sapphire Mystery, 1968
- Тайна светящегося глаза / Mystery of the Glowing Eye, 1974
- Тайна персидских кошек / The Emerald-Eyed Cat Mystery, 1984
- Загадочная фотография / The Mysterious Image, 1984
- Призрак в Венеции / The Phantom of Venice, 1985
- Ужасное происшествие в особняке Фенли / The Double Horror of Fenley Place, 1987
- Тайна долины теней / The Secret of Shady Glen, 1988
- Месть шута / The Joker’s Revenge, 1988
- Тайна подвенечной вуали / The Case of the Vanishing Veil, 1988
- Ловушка для звёзд / The Case of the Rising Star, 1988
- Тайна туманного каньона / The Mystery of Misty Canyon, 1988
- Тайна фамильного портрета / The Mardi Gras Mystery, 1988
- Встретимся на вышке / Hit-and-run Holiday, 1988
- Рассказы о привидениях / Ghost Stories, 1989
- Тайна балета «Щелкунчик» / The Nutcracker Ballet Mystery, 1992
- Загадка старинного сундука / The Clue in the Antique Trunk, 1992
- Тайна тибетского сокровища / The Secret of the Tibetan Treasure, 1992
- Тайна всадника в маске / The Mystery of the Masked Rider, 1992
- Дело о художественном преступлении / The Case of the Artful Crime, 1992
- Легенда горного ручья / The Legend of Miner’s Creek, 1992
- Преступление при дворе королевы / Crime in the Queen`s Cour, 1993
- Тайна, которую хранило море / The Secret Lost at Sea, 1993
- Тайна курорта «Солэр» / The Secret at Solaire, 1993
- Происшествие на озере Тахо / Trouble At Lake Tahoe, 1994
- Испытание огнём / Trial by fire
- Ключ в полуразрушенной стене / The Clue in the Crumbling Wall
- Смертельное намеренье / Deadly Intent
- Ключ в дневнике / The Clue in the Diary
- Таинственное письмо для Нэнси / Nancy’s Mysterious Letter
- Тайна сломанного медальона / The Clue of the Broken Locket
- Тайна шкатулки с драгоценностями / The Clue in the Jewel Box
- Тайна забытой пещеры / The Secret of the Forgotten Cave
- Тайна Аллеи торнадо / The Mystery in Tornado Alley
- Ужасы горной реки / White Water Terror
- Разгадка в старом альбоме / The Clue in the Old Album
- Тайна витых свечей/The Sign of the Twisted Candles
- Тайна талисмана из слоновой кости/The Mystery of the Ivory Charm
- Призрачный мост/The Haunted Bridge
- Тайна старого чердака/The Secret in the Old Attic
- Тайна лыжного трамплина/The Mystery at the Ski Jump
- Дело бархатной маски/The Clue of the Velvet Mask
- Тайна шпрехшталмейстера/The Ringmaster’s Secret
- Тайна огненного дракона/The Mystery of the Fire Dragon
- Зажигательный маскарад/Bonfire Masquerade (Цикл Нэнси Дрю и братья Харди)
- Дело двух плюшевых мишек/Case of two teddy bears
- Тайна крокодильего острова/The secret of the crocodile island
- Тайна звенящего колокола/The Secret of the Ringing Bell
- Тайна алой руки/Secret of the Scarlet Hand
- Пропавший кулон/Lost pendant
- Под гром аплодисментов/To thunderous applause

### Братья Харди
18-летний Фрэнк и 17-летний Джо, живут с родителями и тётей в городке Бейпорт. Их отец — детектив, и они помогают ему в расследованиях. С ними часто действует их друг Чет Мортон. По первой книге создана игра

## Персонажи
- Фрэнк Харди — Брюнет с атлетическим телосложением. Звезда школьной бейпортской команды по соккеру (футболу). Часто занимается расследованием уголовных дел. Обладает аналитическим складом ума, «ходячая энциклопедия».
- Джо Харди — Голубоглазый блондин с атлетическим телосложением. Звезда школьной бейпортской команды по соккеру (футболу). Любит заниматься расследованием уголовных дел. Очень импульсивный и нетерпеливый.
- Честер «Чет» Мортон — Закадычный друг братьев Харди, часто помогает им в расследованиях уголовных дел. Обжора, весельчак и недотёпа. Немного толстоват. Очень непостоянный — всё время меняет увлечения, находит новое интересное занятие и без сожаления оставляет предыдущее. Защитник школьной команды по соккеру.
- Энтони «Тони» Прито — Закадычный друг братьев Харди. Помогает своему отцу в строительной компании Прито. Играет за школьную команду Бейпорта по соккеру. Помогает Фрэнку и Джо в их делах.
- Биф Хупер — Приятель братьев Харди. Мускулист и имеет атлетическое телосложение. Занимается боксом. Нападающий школьной бейпортской команды по соккеру. Иногда принимает участие в расследованиях Фрэнка и Джо.
- Филипп «Фил» Коэн — Приятель братьев Харди. Щуплый и невысокого роста. Гений электроники. Имеет лёгкий характер и хорошее чувство юмора. Любит рисовать.
- Келли Шоу — прехорошенькая блондинка с карими глазами. Подружка Фрэнка.
- Айола Мортон — хорошенькая брюнетка. Сестра Чета Мортона. Подружка Джо. Погибла при взрыве автомобиля.
- Лени Вульф - подруга Джо и Френка. Помогает им в расследованиях. Не растаеться со скейтом. С большой осторожностью относиться к АМПП.
- Джерри Гилрой — приятель братьев Харди. Игрок школьной команды Бейпорта по соккеру.
- Эзра Коллиг — начальник полиции Бейпорта. Часто сотрудничает с братьями Харди.
- Кон Райли — лейтенант полиции Бейпорта.
- Оскар Смаф — детектив. Часто принимает участие в делах братьев Харди. Однако больше мешает, чем помогает им, а порой его действия носят и вовсе смехотворный характер.
- Фентон Харди — бывший детектив, служивший в полиции Нью-Йорка. На данный момент имеет своё частное детективное агентство. Отец Фрэнка и Джо.
- Лаура Харди — мать Фрэнка и Джо. Красивая и изящная женщина.
- Гертруда Харди — сестра Фентона Харди, тётя Фрэнка и Джо. Не замужем, живёт вместе с семьёй Фентона и Лауры. Женщина с твёрдым характером и резким языком. Постоянно напоминает братьям о том, как опасна работа детективов. Втайне она гордится успехами своих племянников.
- Нэнси Дрю — детектив, близкая подруга.

## Книги
| - Тайна башни сокровищ (не выпущена в России) - Тайна домика на утёсе - Тайна форта с привидениями - Тайна комнаты без пола - Тайна старой мельницы - Тайна спирального моста - Тайна Летающего экспресса - Тайна китайской джонки - Тайна похищенных чучел - Тайна секретной двери - Секретный агент летит на рейсе № 101 - Пока идут часы - Мёртвые на цели (убийство Айолы Мортон) | - Тайна заброшенного туннеля - Тайна расколотого шлема - Тайна похищенного астронавта - Тайна странного завещания - Тайна гиганта пустыни - Тайна знака кита - Тайна пепельных пирамидок - Тайна крика совы - Крутые повороты - Саботаж на Олимпиаде - Опасность в «Четвёртом измерении» - Предатели рок-н-ролла - Дело о «левых кроссовках» - Задача уничтожить - Дело о космическом похищении | - Тайна каньона шакалов - Афера с бейсбольными открытками - Рассказы о призраках - Тайна «Серебряной звезды» - Тайна Ревущей реки - Конец короля компьютеров - Смерть на кончике биты - Убийцы в чёрном - Тайна магазина игрушек - Тень змеиного зуба. - Тайна острова Макатунк - Взрыв на телестудии - Тайна виллы Домбрэ |